# پرکیپاین (داکوتای جنوبی)
پرکیپاین(به انگلیسی: Porcupine) شهری در ایالت داکوتای جنوبی کشور ایالات متحده آمریکا است که جمعیت آن در سرشماری سال ۲۰۱۰ میلادی، ۱٬۰۶۲ نفر بوده‌است.